# Джерудонг
Джерудо́нг (малайск. Kampung Jerudong) — поселение в районе Бруней-Муара, Бруней. Официально известный на малайском языке как Кампонг-Джерудонг.
Джерудонг является местом расположения многих известных достопримечательностей страны. Это известный и единственный в стране парк развлечений Джерудонг, а также The Empire Hotel and Country Club, роскошного отеля, который часто рассматривают как одну из примечательных достопримечательностей Брунея . В джерудонге также находится медицинский центр Джерудонг Парк и главный специализированный медицинский центр Пантай Джерундонг.

## История

### Поиски нефти
В прошлом в Джерудонге предпринимались попытки разведки нефти. В 1914 году были пробурены пять неглубоких скважин, которые были заброшены в следующем году из-за геологических проблем, тем не менее, бурение было возобновлено в 1940 году, а затем в 1955 году тогдашней Британской Малайской нефтяной компанией. Но в итоге все шесть скважин были заброшены. Однако скважины все же дали незначительные результаты в геологических поисках.

### Туристический бум
Сегодня этот курортный городок-парк стал излюбленным местом отдыха для многих туристов. Имеется открытый концертный зал, вмещающий 60 тыс. человек. В нем выступали эстрадные певцы с мировым именем: Майкл Джексон, Уитни Хьюстон, Рей Чарльз. Вход в парк и и все мероприятия в нем, включая концерты звезд, бесплатные.

## Транспорт

### Автомобильный
В Джерудонге существует три основных шоссе: шоссе Муара–Татонг, улица Джерудонг и шоссе Джерудонг–Тунгу.

## Экономика
Экономика поселения основана на смеси розничной торговли, медицинских и гостиничных услуг. Джерудонг имеет ряд продуктовых магазинов, ресторанов и других типов магазинов, которые в основном составляют наибольший доход для местных жителей. В поселении так же существует рыбный рынок, расположенный недалеко от пляжа, в результате чего рыба и другие морские продукты, продаваемые на рынке, в основном ловят рыбаки, идущие в море с этого пляжа.
Существенную долю в экономике составляет сфера гостиничных услуг и центров медицинского обслуживания.

## Образование
Образование в Джерудонге доступно на начальном уровне (общем или религиозном). В поселении существует одна начальная школа и одна начальная религиозная школа, в которой обязаны учиться все дети-мусульмане.
В Джерудонге нет средней школы. Школьники посещают среднюю школу Сайидина Хусейн в соседнем поселении Сенгкуронг.
Хотя Международная школа Джерудонг названа в честь этого места, она официально расположена в Тунгку.